# Audoléon
Audoléon, en grec ancien Αὐδωλέων / Audôléôn, né au IVe siècle av. J.-C., est le dernier roi des Péoniens. Il est probablement le fils d'Ariston (voire celui de Patraus ou d'Agis), commandant de la cavalerie péonienne à la bataille de Gaugamèles. Il a eu un fils nommé Ariston (II) et une fille qui épouse Pyrrhus. 
Son royaume est un temps menacé par les Autariates, une tribu illyrienne, mais il reçoit l'aide de Cassandre vers 310 av. J.-C.